# Pleurocladula
Pleurocladula là một chi rêu trong họ Cephaloziaceae.